# Seriatopora caliendrum
Seriatopora caliendrum is een rifkoralensoort uit de familie van de Pocilloporidae. De wetenschappelijke naam van de soort is voor het eerst geldig gepubliceerd in 1834 door Ehrenberg.